# Тітовка (головний убір)

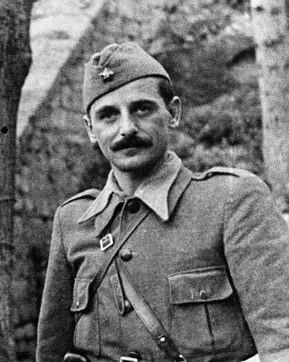
Генерал Коча Попович у Тітовці.

Тітовка (сербохорв. Титовка/Titovka) — головний убір, пілотка югославських партизанів-антифашистів, що згодом входив в уніформу Югославської Народної Армії та Союзу піонерів Югославії. Названа на честь засновника СФРЮ Йосипа Броза Тіто. Зовні нічим не відрізняється від радянської пілотки (спереду зображена та ж червона зірка з серпом і молотом).
Спочатку, з другої половини 1941 року, партизани в Хорватії, Словенії та Західній Боснії носили шапку під назвою «триглавка». Розпорядженням Йосипа Броза Тіто від квітня 1944 року в Народно-визвольній армії Югославії було введено тітовку, що стала одним із найвідоміших символів опору, який призвів згодом до витіснення триглавки і широко використовувався до цього часу.
У повоєнні роки білу або синю тітовку носили югославські піонери.